# 九州プロレスタッグ王座
九州プロレスタッグ王座（きゅうしゅうプロレスタッグおうざ）は、九州プロレスが管理、認定している王座。

## 歴史
2016年12月4日、九州プロレスアクロス福岡イベントホール大会で開催された「博多華味鳥杯1DAYタッグトーナメント」に優勝した玄海&HUB組が初代王者になった。

## 歴代王者
| 歴代   | タッグチーム                 | 戴冠回数 | 防衛回数 | 獲得日付      | 獲得場所 （対戦相手・その他）              |
| ------ | ---------------------------- | -------- | -------- | ------------- | ------------------------------------------ |
| 初代   | 玄海&HUB                     | 1        | 4        | 2016年12月4日 | アクロス福岡イベントホール 阿蘇山&吉岡世起 |
| 第2代  | 阿蘇山&佐々木日田丸          | 1        | 0        | 2017年12月3日 | アクロス福岡イベントホール                 |
| 第3代  | 筑前りょう太&火野裕士        | 1        | 1        | 2018年1月4日  | 北九州芸術劇場                             |
| 第4代  | 三原一晃&桜島なおき          | 1        | 1        | 2018年7月7日  | 福岡国際センター                           |
| 第5代  | 藤田ミノル&玄海              | 1        | 0        | 2018年12月2日 | アクロス福岡イベントホール                 |
| 第6代  | ツバサ&ビリーケン・キッド    | 1        | 4        | 2019年4月7日  | 北九州芸術劇場                             |
| 第7代  | 三原一晃&桜島なおき          | 2        | 0        | 2020年1月26日 | 北九州芸術劇場                             |
| 第8代  | 横須賀ススム&堀口元気        | 1        | 3        | 2020年7月30日 | 非公開（無観客試合配信大会）               |
| 第9代  | めんたい☆キッド&アレハンドロ | 1        | 0        | 2021年7月5日  | 西鉄ホール                                 |
| 第10代 | GAINA&のはしたろう           | 1        | 1        | 2021年12月5日 | 西鉄ホール                                 |
| 第11代 | めんたい☆キッド&梶トマト     | 1        | 0        | 2022年7月31日 | 西日本総合展示場本館中展示場               |
| 第12代 | SUGI&RAICHO                  | 1        | 1        | 2023年1月3日  | 新宿FACE                                   |
| 第13代 | 佐々木日田丸&梅田公太        | 1        | 4        | 2023年5月7日  | 春日市総合スポーツセンター                 |
| 第14代 | 土肥こうじ&羆嵐              | 1        | 2        | 2024年4月28日 | 熊本城ホールシビックホール                 |
| 第15代 | 阿蘇山&桜島なおき            | 1        | 2        | 2024年10月6日 | 筑後広域公園体育館                         |
| 第16代 | TAJIRI&SHIHO                 | 1        | 0        | 2025年4月27日 | 西日本総合展示場新館                       |

## 主な記録
- 最多戴冠者：3回 - 桜島なおき（第4代、第7代、第15代）
- 最多戴冠回数：2回 - 三原一晃&桜島なおき（第4代、第7代）
- 最多防衛回数：4回 - 玄海&HUB（初代）、ツバサ&ビリーケン・キッド（第6代）、佐々木日田丸&梅田公太（第13代）
- 最多通算防衛回数：4回 - 玄海&HUB（初代）、ツバサ&ビリーケン・キッド（第6代）、佐々木日田丸&梅田公太（第13代）